# فهرست پرچم‌های مراکش
فهرستی از پرچم‌های مراکش که در دوران‌های مختلف مورد استفاده قرار گرفته‌اند در زیر آمده‌است.

## پرچم‌های ملی
| - پرچم غیرنظامی - پرچم نیروی دریایی - پرچم دوم نیروی دریایی - پرچم سلطنتی |

## نشان سلطنتی
| - نشان سلطنتی |

## پرچم‌های نظامی
| - پرچم نیروهای مسلح - پرچم نیروی زمینی - پرچم نیروی دریایی - پرچم نیروی هوایی - پرچم گارد سلطنتی |

## پرچم‌های تاریخی
| - پرچم مراکش که در کنار پرچمی سفید استفاده می‌شد(دودمان مرینیان ۱۲۵۸-۱۴۲۰) - پرچم مراکش که در کنار پرچمی سفید استفاده می‌شد (دودمان سعدیان ۱۵۵۴-۱۶۵۹) - پرچم مراکش (دودمان علویان ۱۶۶۶-۱۹۱۵) |

| - پرچم غیر نظامی مراکش فرانسه - پرچم تجاری مراکش اسپانیا - پرچم طنجهٔ بین‌الملل - پرچم جمهوری ریف |